# Aurica Bărăscu
Aurica Bărăscu, född den 21 september 1974 i Nicoreşti, Socialistiska republiken Rumänien
, är en rumänsk roddare.
Hon tog OS-guld i åtta med styrman i samband med de olympiska roddtävlingarna 2004 i Aten.